# 笠井庄兵衞
笠井 庄兵衞 （かさい しょうべえ、1828年〈文政11年3月〉- 1889年〈明治22年〉7月10日）は、日本の政治家、資産家、実業家、慈善家、地主。東京府会議員、東京市会議員を務めた。縁戚に旧皇族の伏見宮敦子女王（伏見宮博恭王第2王女）らがいる。自らの資財をも支出し、麻布区内の公立学校（今の幼稚園や小学校）の設立を積極的に呼びかけた。現在に至る麻布区内の下水道の基礎を作り上げた1人である。

## 来歴
東京府出身。1875年（明治8年）、第一大学区第二中学区第十五番小学（現港区立麻布小学校）の設立を呼びかけた。1879年（明治12年）9月、麻布区初代区長の前田利充ら5人と下賜金を主にして水道を開設することを企画し、華族10名の願書を添えて東京府知事の許可を請願した。計画は麻布、赤坂、芝の3区に給水するものだったが、発案した麻布区が工事を施行し、2万円の予算（内訳は1500円の下賜金と区内有志よりの寄付金が16700円、不足分は区の共有金から支出）であった。1880年4月に府知事の許可を得た麻布水道工事を府に委託し、翌年11月着工、翌1881年に完成した。1884年には、芝麻布共立幼稚園の協力賛成者となり、前期の第十五番小学校と併せて麻布区内の教育にも力を入れた。
1887年（明治20年）の所得税調査委員選挙時代には地価681円を保有しており、庄兵衞は現在の金額に換算すると土地代で年間1362万円を払っていたことになる。 また、中規模地主でありながら質屋を経営しており、骨董品などの展示も行っていた。1889年（明治22年）6月に、麻布区選出の東京市議会議員となるが、当選のおよそ1ヶ月後に死去した。 
なお、当時の所得税調査委員には、「名誉職」という社会的地位の高さを示す称号が付与された 。東京電燈の株主第7位として70株全体の3.5%を保有した。栗原編（1964）によれば当時の物価は米1石7円。（2000株×100円）で20億円のため、現在の価値で1400万円。また、東京商工会議所の会員として渋沢栄一らと交友関係があった。

## 選挙
1878年12月
- 第二期東京府会議員選挙：麻布区1級当選[3]

1828年8月24日
- 麻布区学務委員　選人

1882年2月27日
- 第三期東京府会議員選挙：麻布区1級当選[3]

1887年第一期所得税調査委員選挙
- 所得税調査委員（麻布区）当選5等級　東京府会議員兼務）[3]

1889年5月
- 制限選挙第一期東京市会議員選挙：麻布区1級当選（任期4年）[2]

## 家族・親族等

### 家族
- 次女:きせ - 内山熊手（卒族、養蚕業）の妻[8]
- 三女:よし - 大木良輔（実業家、資産家）の妻[9]
- 孫:いと（きせの次女）[10]
  - 夫[8]:西澤三蔵（松代藩士）[11][8]

### 親族
三女よしの夫は大木良輔で、その弟が狩野宗三（東京府士族）である。
狩野宗三の妻、勝は浅田徳則の四女で、その姉のみつ（浅田徳則の次女）の夫が渡干城である。渡干城は、父が渡正元（貴族院議員、錦鶏間祗候）、母が松根セツ（松根図書の子女）で、弟に渡左近（陸軍中将）、渡久雄（陸軍中将）、渡正監（上海共同租界警視総監）がいる。

### 縁戚関係
渡干城の母セツの義理の兄である伊達宗淳（華族、男爵）その父伊達宗城（宇和島藩8藩，藩主）と宗淳の兄弟 真田幸教（松代藩9代，藩主）・ 広幡忠礼（公卿・侯爵）・島津忠麿（伯爵）と幸民の養子 清棲幸保（清棲家2代当主，伯爵）その妻旧皇族伏見宮敦子女王（伏見宮博恭王第2王女） らがいる。